# Elecciones presidenciales de Colombia de 1876
Las elecciones presidenciales de Colombia de 1876 constituyeron la primera amenaza seria a la hegemonía del liberalismo radical en Colombia denominada como Olimpo Radical.
El candidato oficial y Secretario de Hacienda de los dos últimos gobiernos Aquileo Parra, encontró una fuerte oposición en el expresidente conservador Bartolomé Calvo y especialmente en el carismático nuevo líder del sector "nacional" del liberalismo Rafael Núñez, quien se catapultó como jefe de la oposición tras las elecciones.

## Resultados
| Foto | Candidato a presidente | Partido o movimiento      | Votos |
| ---- | ---------------------- | ------------------------- | ----- |
|      | Aquileo Parra          | Liberal (sector radical)  | 5     |
|      | Bartolomé Calvo        | Conservador               | 2     |
|      | Rafael Núñez           | Liberal (sector nacional) | 2     |

Estados que votaron por Aquileo Parra:
- Santander
- Cundinamarca
- Bolívar
- Magdalena
- Boyacá

Estados que votaron por Bartolomé Calvo:
- Antioquia
- Tolima

Estados que votaron por Rafael Núñez:
- Panamá
- Cauca

- Datos: Q5828654